# Барнса тема
Те́ма Барнса — тема в шаховій композиції ортодоксального жанру. Суть теми — множинна загроза однієї фази розщеплюється на одиничні загрози в інших фазах.

## Історія
Коли в 1976—1977 роках проходив матч по шаховій композиції СССР — Югославія, англійський шаховий композитор, міжнародний майстер споту Баррі Петер Барнс (01.08.1937) був арбітром на цьому конкурсі і запропонував на одній із шахових дощок наступну тему: після першого ходу в одній хибній грі білі створюють загрозу двох матів «А» і «В», в другій хибній грі створюється лише одна загроза мату «А», а в рішенні створюється лише загроза «В».
Ця ідея дістала назву — тема Барнса.

## Основні форми теми
Основні форми теми — проста форма і повна форма.

### Проста форма
Вираження теми в простій формі проходить за таким алгоритмом:
1. ?   ~  2. A, B #
1. ?   ~  2. A #
1. !(?) ~ 2. B #
|   | a | b | c | d | e | f | g | h |   |
| 8 | d8 білий слон · e8 чорний кінь · f8 білий король · g8 білий слон · d6 чорна тура · e6 білий пішак · d5 чорний пішак · e5 білий кінь · f5 чорний король · g5 білий кінь · a4 чорний ферзь · f4 білий пішак · d3 білий пішак · e3 чорний кінь · g3 білий ферзь · f2 біла тура · h1 чорна тура | d8 білий слон · e8 чорний кінь · f8 білий король · g8 білий слон · d6 чорна тура · e6 білий пішак · d5 чорний пішак · e5 білий кінь · f5 чорний король · g5 білий кінь · a4 чорний ферзь · f4 білий пішак · d3 білий пішак · e3 чорний кінь · g3 білий ферзь · f2 біла тура · h1 чорна тура | d8 білий слон · e8 чорний кінь · f8 білий король · g8 білий слон · d6 чорна тура · e6 білий пішак · d5 чорний пішак · e5 білий кінь · f5 чорний король · g5 білий кінь · a4 чорний ферзь · f4 білий пішак · d3 білий пішак · e3 чорний кінь · g3 білий ферзь · f2 біла тура · h1 чорна тура | d8 білий слон · e8 чорний кінь · f8 білий король · g8 білий слон · d6 чорна тура · e6 білий пішак · d5 чорний пішак · e5 білий кінь · f5 чорний король · g5 білий кінь · a4 чорний ферзь · f4 білий пішак · d3 білий пішак · e3 чорний кінь · g3 білий ферзь · f2 біла тура · h1 чорна тура | d8 білий слон · e8 чорний кінь · f8 білий король · g8 білий слон · d6 чорна тура · e6 білий пішак · d5 чорний пішак · e5 білий кінь · f5 чорний король · g5 білий кінь · a4 чорний ферзь · f4 білий пішак · d3 білий пішак · e3 чорний кінь · g3 білий ферзь · f2 біла тура · h1 чорна тура | d8 білий слон · e8 чорний кінь · f8 білий король · g8 білий слон · d6 чорна тура · e6 білий пішак · d5 чорний пішак · e5 білий кінь · f5 чорний король · g5 білий кінь · a4 чорний ферзь · f4 білий пішак · d3 білий пішак · e3 чорний кінь · g3 білий ферзь · f2 біла тура · h1 чорна тура | d8 білий слон · e8 чорний кінь · f8 білий король · g8 білий слон · d6 чорна тура · e6 білий пішак · d5 чорний пішак · e5 білий кінь · f5 чорний король · g5 білий кінь · a4 чорний ферзь · f4 білий пішак · d3 білий пішак · e3 чорний кінь · g3 білий ферзь · f2 біла тура · h1 чорна тура | d8 білий слон · e8 чорний кінь · f8 білий король · g8 білий слон · d6 чорна тура · e6 білий пішак · d5 чорний пішак · e5 білий кінь · f5 чорний король · g5 білий кінь · a4 чорний ферзь · f4 білий пішак · d3 білий пішак · e3 чорний кінь · g3 білий ферзь · f2 біла тура · h1 чорна тура | 8 |
| 7 | d8 білий слон · e8 чорний кінь · f8 білий король · g8 білий слон · d6 чорна тура · e6 білий пішак · d5 чорний пішак · e5 білий кінь · f5 чорний король · g5 білий кінь · a4 чорний ферзь · f4 білий пішак · d3 білий пішак · e3 чорний кінь · g3 білий ферзь · f2 біла тура · h1 чорна тура | d8 білий слон · e8 чорний кінь · f8 білий король · g8 білий слон · d6 чорна тура · e6 білий пішак · d5 чорний пішак · e5 білий кінь · f5 чорний король · g5 білий кінь · a4 чорний ферзь · f4 білий пішак · d3 білий пішак · e3 чорний кінь · g3 білий ферзь · f2 біла тура · h1 чорна тура | d8 білий слон · e8 чорний кінь · f8 білий король · g8 білий слон · d6 чорна тура · e6 білий пішак · d5 чорний пішак · e5 білий кінь · f5 чорний король · g5 білий кінь · a4 чорний ферзь · f4 білий пішак · d3 білий пішак · e3 чорний кінь · g3 білий ферзь · f2 біла тура · h1 чорна тура | d8 білий слон · e8 чорний кінь · f8 білий король · g8 білий слон · d6 чорна тура · e6 білий пішак · d5 чорний пішак · e5 білий кінь · f5 чорний король · g5 білий кінь · a4 чорний ферзь · f4 білий пішак · d3 білий пішак · e3 чорний кінь · g3 білий ферзь · f2 біла тура · h1 чорна тура | d8 білий слон · e8 чорний кінь · f8 білий король · g8 білий слон · d6 чорна тура · e6 білий пішак · d5 чорний пішак · e5 білий кінь · f5 чорний король · g5 білий кінь · a4 чорний ферзь · f4 білий пішак · d3 білий пішак · e3 чорний кінь · g3 білий ферзь · f2 біла тура · h1 чорна тура | d8 білий слон · e8 чорний кінь · f8 білий король · g8 білий слон · d6 чорна тура · e6 білий пішак · d5 чорний пішак · e5 білий кінь · f5 чорний король · g5 білий кінь · a4 чорний ферзь · f4 білий пішак · d3 білий пішак · e3 чорний кінь · g3 білий ферзь · f2 біла тура · h1 чорна тура | d8 білий слон · e8 чорний кінь · f8 білий король · g8 білий слон · d6 чорна тура · e6 білий пішак · d5 чорний пішак · e5 білий кінь · f5 чорний король · g5 білий кінь · a4 чорний ферзь · f4 білий пішак · d3 білий пішак · e3 чорний кінь · g3 білий ферзь · f2 біла тура · h1 чорна тура | d8 білий слон · e8 чорний кінь · f8 білий король · g8 білий слон · d6 чорна тура · e6 білий пішак · d5 чорний пішак · e5 білий кінь · f5 чорний король · g5 білий кінь · a4 чорний ферзь · f4 білий пішак · d3 білий пішак · e3 чорний кінь · g3 білий ферзь · f2 біла тура · h1 чорна тура | 7 |
| 6 | d8 білий слон · e8 чорний кінь · f8 білий король · g8 білий слон · d6 чорна тура · e6 білий пішак · d5 чорний пішак · e5 білий кінь · f5 чорний король · g5 білий кінь · a4 чорний ферзь · f4 білий пішак · d3 білий пішак · e3 чорний кінь · g3 білий ферзь · f2 біла тура · h1 чорна тура | d8 білий слон · e8 чорний кінь · f8 білий король · g8 білий слон · d6 чорна тура · e6 білий пішак · d5 чорний пішак · e5 білий кінь · f5 чорний король · g5 білий кінь · a4 чорний ферзь · f4 білий пішак · d3 білий пішак · e3 чорний кінь · g3 білий ферзь · f2 біла тура · h1 чорна тура | d8 білий слон · e8 чорний кінь · f8 білий король · g8 білий слон · d6 чорна тура · e6 білий пішак · d5 чорний пішак · e5 білий кінь · f5 чорний король · g5 білий кінь · a4 чорний ферзь · f4 білий пішак · d3 білий пішак · e3 чорний кінь · g3 білий ферзь · f2 біла тура · h1 чорна тура | d8 білий слон · e8 чорний кінь · f8 білий король · g8 білий слон · d6 чорна тура · e6 білий пішак · d5 чорний пішак · e5 білий кінь · f5 чорний король · g5 білий кінь · a4 чорний ферзь · f4 білий пішак · d3 білий пішак · e3 чорний кінь · g3 білий ферзь · f2 біла тура · h1 чорна тура | d8 білий слон · e8 чорний кінь · f8 білий король · g8 білий слон · d6 чорна тура · e6 білий пішак · d5 чорний пішак · e5 білий кінь · f5 чорний король · g5 білий кінь · a4 чорний ферзь · f4 білий пішак · d3 білий пішак · e3 чорний кінь · g3 білий ферзь · f2 біла тура · h1 чорна тура | d8 білий слон · e8 чорний кінь · f8 білий король · g8 білий слон · d6 чорна тура · e6 білий пішак · d5 чорний пішак · e5 білий кінь · f5 чорний король · g5 білий кінь · a4 чорний ферзь · f4 білий пішак · d3 білий пішак · e3 чорний кінь · g3 білий ферзь · f2 біла тура · h1 чорна тура | d8 білий слон · e8 чорний кінь · f8 білий король · g8 білий слон · d6 чорна тура · e6 білий пішак · d5 чорний пішак · e5 білий кінь · f5 чорний король · g5 білий кінь · a4 чорний ферзь · f4 білий пішак · d3 білий пішак · e3 чорний кінь · g3 білий ферзь · f2 біла тура · h1 чорна тура | d8 білий слон · e8 чорний кінь · f8 білий король · g8 білий слон · d6 чорна тура · e6 білий пішак · d5 чорний пішак · e5 білий кінь · f5 чорний король · g5 білий кінь · a4 чорний ферзь · f4 білий пішак · d3 білий пішак · e3 чорний кінь · g3 білий ферзь · f2 біла тура · h1 чорна тура | 6 |
| 5 | d8 білий слон · e8 чорний кінь · f8 білий король · g8 білий слон · d6 чорна тура · e6 білий пішак · d5 чорний пішак · e5 білий кінь · f5 чорний король · g5 білий кінь · a4 чорний ферзь · f4 білий пішак · d3 білий пішак · e3 чорний кінь · g3 білий ферзь · f2 біла тура · h1 чорна тура | d8 білий слон · e8 чорний кінь · f8 білий король · g8 білий слон · d6 чорна тура · e6 білий пішак · d5 чорний пішак · e5 білий кінь · f5 чорний король · g5 білий кінь · a4 чорний ферзь · f4 білий пішак · d3 білий пішак · e3 чорний кінь · g3 білий ферзь · f2 біла тура · h1 чорна тура | d8 білий слон · e8 чорний кінь · f8 білий король · g8 білий слон · d6 чорна тура · e6 білий пішак · d5 чорний пішак · e5 білий кінь · f5 чорний король · g5 білий кінь · a4 чорний ферзь · f4 білий пішак · d3 білий пішак · e3 чорний кінь · g3 білий ферзь · f2 біла тура · h1 чорна тура | d8 білий слон · e8 чорний кінь · f8 білий король · g8 білий слон · d6 чорна тура · e6 білий пішак · d5 чорний пішак · e5 білий кінь · f5 чорний король · g5 білий кінь · a4 чорний ферзь · f4 білий пішак · d3 білий пішак · e3 чорний кінь · g3 білий ферзь · f2 біла тура · h1 чорна тура | d8 білий слон · e8 чорний кінь · f8 білий король · g8 білий слон · d6 чорна тура · e6 білий пішак · d5 чорний пішак · e5 білий кінь · f5 чорний король · g5 білий кінь · a4 чорний ферзь · f4 білий пішак · d3 білий пішак · e3 чорний кінь · g3 білий ферзь · f2 біла тура · h1 чорна тура | d8 білий слон · e8 чорний кінь · f8 білий король · g8 білий слон · d6 чорна тура · e6 білий пішак · d5 чорний пішак · e5 білий кінь · f5 чорний король · g5 білий кінь · a4 чорний ферзь · f4 білий пішак · d3 білий пішак · e3 чорний кінь · g3 білий ферзь · f2 біла тура · h1 чорна тура | d8 білий слон · e8 чорний кінь · f8 білий король · g8 білий слон · d6 чорна тура · e6 білий пішак · d5 чорний пішак · e5 білий кінь · f5 чорний король · g5 білий кінь · a4 чорний ферзь · f4 білий пішак · d3 білий пішак · e3 чорний кінь · g3 білий ферзь · f2 біла тура · h1 чорна тура | d8 білий слон · e8 чорний кінь · f8 білий король · g8 білий слон · d6 чорна тура · e6 білий пішак · d5 чорний пішак · e5 білий кінь · f5 чорний король · g5 білий кінь · a4 чорний ферзь · f4 білий пішак · d3 білий пішак · e3 чорний кінь · g3 білий ферзь · f2 біла тура · h1 чорна тура | 5 |
| 4 | d8 білий слон · e8 чорний кінь · f8 білий король · g8 білий слон · d6 чорна тура · e6 білий пішак · d5 чорний пішак · e5 білий кінь · f5 чорний король · g5 білий кінь · a4 чорний ферзь · f4 білий пішак · d3 білий пішак · e3 чорний кінь · g3 білий ферзь · f2 біла тура · h1 чорна тура | d8 білий слон · e8 чорний кінь · f8 білий король · g8 білий слон · d6 чорна тура · e6 білий пішак · d5 чорний пішак · e5 білий кінь · f5 чорний король · g5 білий кінь · a4 чорний ферзь · f4 білий пішак · d3 білий пішак · e3 чорний кінь · g3 білий ферзь · f2 біла тура · h1 чорна тура | d8 білий слон · e8 чорний кінь · f8 білий король · g8 білий слон · d6 чорна тура · e6 білий пішак · d5 чорний пішак · e5 білий кінь · f5 чорний король · g5 білий кінь · a4 чорний ферзь · f4 білий пішак · d3 білий пішак · e3 чорний кінь · g3 білий ферзь · f2 біла тура · h1 чорна тура | d8 білий слон · e8 чорний кінь · f8 білий король · g8 білий слон · d6 чорна тура · e6 білий пішак · d5 чорний пішак · e5 білий кінь · f5 чорний король · g5 білий кінь · a4 чорний ферзь · f4 білий пішак · d3 білий пішак · e3 чорний кінь · g3 білий ферзь · f2 біла тура · h1 чорна тура | d8 білий слон · e8 чорний кінь · f8 білий король · g8 білий слон · d6 чорна тура · e6 білий пішак · d5 чорний пішак · e5 білий кінь · f5 чорний король · g5 білий кінь · a4 чорний ферзь · f4 білий пішак · d3 білий пішак · e3 чорний кінь · g3 білий ферзь · f2 біла тура · h1 чорна тура | d8 білий слон · e8 чорний кінь · f8 білий король · g8 білий слон · d6 чорна тура · e6 білий пішак · d5 чорний пішак · e5 білий кінь · f5 чорний король · g5 білий кінь · a4 чорний ферзь · f4 білий пішак · d3 білий пішак · e3 чорний кінь · g3 білий ферзь · f2 біла тура · h1 чорна тура | d8 білий слон · e8 чорний кінь · f8 білий король · g8 білий слон · d6 чорна тура · e6 білий пішак · d5 чорний пішак · e5 білий кінь · f5 чорний король · g5 білий кінь · a4 чорний ферзь · f4 білий пішак · d3 білий пішак · e3 чорний кінь · g3 білий ферзь · f2 біла тура · h1 чорна тура | d8 білий слон · e8 чорний кінь · f8 білий король · g8 білий слон · d6 чорна тура · e6 білий пішак · d5 чорний пішак · e5 білий кінь · f5 чорний король · g5 білий кінь · a4 чорний ферзь · f4 білий пішак · d3 білий пішак · e3 чорний кінь · g3 білий ферзь · f2 біла тура · h1 чорна тура | 4 |
| 3 | d8 білий слон · e8 чорний кінь · f8 білий король · g8 білий слон · d6 чорна тура · e6 білий пішак · d5 чорний пішак · e5 білий кінь · f5 чорний король · g5 білий кінь · a4 чорний ферзь · f4 білий пішак · d3 білий пішак · e3 чорний кінь · g3 білий ферзь · f2 біла тура · h1 чорна тура | d8 білий слон · e8 чорний кінь · f8 білий король · g8 білий слон · d6 чорна тура · e6 білий пішак · d5 чорний пішак · e5 білий кінь · f5 чорний король · g5 білий кінь · a4 чорний ферзь · f4 білий пішак · d3 білий пішак · e3 чорний кінь · g3 білий ферзь · f2 біла тура · h1 чорна тура | d8 білий слон · e8 чорний кінь · f8 білий король · g8 білий слон · d6 чорна тура · e6 білий пішак · d5 чорний пішак · e5 білий кінь · f5 чорний король · g5 білий кінь · a4 чорний ферзь · f4 білий пішак · d3 білий пішак · e3 чорний кінь · g3 білий ферзь · f2 біла тура · h1 чорна тура | d8 білий слон · e8 чорний кінь · f8 білий король · g8 білий слон · d6 чорна тура · e6 білий пішак · d5 чорний пішак · e5 білий кінь · f5 чорний король · g5 білий кінь · a4 чорний ферзь · f4 білий пішак · d3 білий пішак · e3 чорний кінь · g3 білий ферзь · f2 біла тура · h1 чорна тура | d8 білий слон · e8 чорний кінь · f8 білий король · g8 білий слон · d6 чорна тура · e6 білий пішак · d5 чорний пішак · e5 білий кінь · f5 чорний король · g5 білий кінь · a4 чорний ферзь · f4 білий пішак · d3 білий пішак · e3 чорний кінь · g3 білий ферзь · f2 біла тура · h1 чорна тура | d8 білий слон · e8 чорний кінь · f8 білий король · g8 білий слон · d6 чорна тура · e6 білий пішак · d5 чорний пішак · e5 білий кінь · f5 чорний король · g5 білий кінь · a4 чорний ферзь · f4 білий пішак · d3 білий пішак · e3 чорний кінь · g3 білий ферзь · f2 біла тура · h1 чорна тура | d8 білий слон · e8 чорний кінь · f8 білий король · g8 білий слон · d6 чорна тура · e6 білий пішак · d5 чорний пішак · e5 білий кінь · f5 чорний король · g5 білий кінь · a4 чорний ферзь · f4 білий пішак · d3 білий пішак · e3 чорний кінь · g3 білий ферзь · f2 біла тура · h1 чорна тура | d8 білий слон · e8 чорний кінь · f8 білий король · g8 білий слон · d6 чорна тура · e6 білий пішак · d5 чорний пішак · e5 білий кінь · f5 чорний король · g5 білий кінь · a4 чорний ферзь · f4 білий пішак · d3 білий пішак · e3 чорний кінь · g3 білий ферзь · f2 біла тура · h1 чорна тура | 3 |
| 2 | d8 білий слон · e8 чорний кінь · f8 білий король · g8 білий слон · d6 чорна тура · e6 білий пішак · d5 чорний пішак · e5 білий кінь · f5 чорний король · g5 білий кінь · a4 чорний ферзь · f4 білий пішак · d3 білий пішак · e3 чорний кінь · g3 білий ферзь · f2 біла тура · h1 чорна тура | d8 білий слон · e8 чорний кінь · f8 білий король · g8 білий слон · d6 чорна тура · e6 білий пішак · d5 чорний пішак · e5 білий кінь · f5 чорний король · g5 білий кінь · a4 чорний ферзь · f4 білий пішак · d3 білий пішак · e3 чорний кінь · g3 білий ферзь · f2 біла тура · h1 чорна тура | d8 білий слон · e8 чорний кінь · f8 білий король · g8 білий слон · d6 чорна тура · e6 білий пішак · d5 чорний пішак · e5 білий кінь · f5 чорний король · g5 білий кінь · a4 чорний ферзь · f4 білий пішак · d3 білий пішак · e3 чорний кінь · g3 білий ферзь · f2 біла тура · h1 чорна тура | d8 білий слон · e8 чорний кінь · f8 білий король · g8 білий слон · d6 чорна тура · e6 білий пішак · d5 чорний пішак · e5 білий кінь · f5 чорний король · g5 білий кінь · a4 чорний ферзь · f4 білий пішак · d3 білий пішак · e3 чорний кінь · g3 білий ферзь · f2 біла тура · h1 чорна тура | d8 білий слон · e8 чорний кінь · f8 білий король · g8 білий слон · d6 чорна тура · e6 білий пішак · d5 чорний пішак · e5 білий кінь · f5 чорний король · g5 білий кінь · a4 чорний ферзь · f4 білий пішак · d3 білий пішак · e3 чорний кінь · g3 білий ферзь · f2 біла тура · h1 чорна тура | d8 білий слон · e8 чорний кінь · f8 білий король · g8 білий слон · d6 чорна тура · e6 білий пішак · d5 чорний пішак · e5 білий кінь · f5 чорний король · g5 білий кінь · a4 чорний ферзь · f4 білий пішак · d3 білий пішак · e3 чорний кінь · g3 білий ферзь · f2 біла тура · h1 чорна тура | d8 білий слон · e8 чорний кінь · f8 білий король · g8 білий слон · d6 чорна тура · e6 білий пішак · d5 чорний пішак · e5 білий кінь · f5 чорний король · g5 білий кінь · a4 чорний ферзь · f4 білий пішак · d3 білий пішак · e3 чорний кінь · g3 білий ферзь · f2 біла тура · h1 чорна тура | d8 білий слон · e8 чорний кінь · f8 білий король · g8 білий слон · d6 чорна тура · e6 білий пішак · d5 чорний пішак · e5 білий кінь · f5 чорний король · g5 білий кінь · a4 чорний ферзь · f4 білий пішак · d3 білий пішак · e3 чорний кінь · g3 білий ферзь · f2 біла тура · h1 чорна тура | 2 |
| 1 | d8 білий слон · e8 чорний кінь · f8 білий король · g8 білий слон · d6 чорна тура · e6 білий пішак · d5 чорний пішак · e5 білий кінь · f5 чорний король · g5 білий кінь · a4 чорний ферзь · f4 білий пішак · d3 білий пішак · e3 чорний кінь · g3 білий ферзь · f2 біла тура · h1 чорна тура | d8 білий слон · e8 чорний кінь · f8 білий король · g8 білий слон · d6 чорна тура · e6 білий пішак · d5 чорний пішак · e5 білий кінь · f5 чорний король · g5 білий кінь · a4 чорний ферзь · f4 білий пішак · d3 білий пішак · e3 чорний кінь · g3 білий ферзь · f2 біла тура · h1 чорна тура | d8 білий слон · e8 чорний кінь · f8 білий король · g8 білий слон · d6 чорна тура · e6 білий пішак · d5 чорний пішак · e5 білий кінь · f5 чорний король · g5 білий кінь · a4 чорний ферзь · f4 білий пішак · d3 білий пішак · e3 чорний кінь · g3 білий ферзь · f2 біла тура · h1 чорна тура | d8 білий слон · e8 чорний кінь · f8 білий король · g8 білий слон · d6 чорна тура · e6 білий пішак · d5 чорний пішак · e5 білий кінь · f5 чорний король · g5 білий кінь · a4 чорний ферзь · f4 білий пішак · d3 білий пішак · e3 чорний кінь · g3 білий ферзь · f2 біла тура · h1 чорна тура | d8 білий слон · e8 чорний кінь · f8 білий король · g8 білий слон · d6 чорна тура · e6 білий пішак · d5 чорний пішак · e5 білий кінь · f5 чорний король · g5 білий кінь · a4 чорний ферзь · f4 білий пішак · d3 білий пішак · e3 чорний кінь · g3 білий ферзь · f2 біла тура · h1 чорна тура | d8 білий слон · e8 чорний кінь · f8 білий король · g8 білий слон · d6 чорна тура · e6 білий пішак · d5 чорний пішак · e5 білий кінь · f5 чорний король · g5 білий кінь · a4 чорний ферзь · f4 білий пішак · d3 білий пішак · e3 чорний кінь · g3 білий ферзь · f2 біла тура · h1 чорна тура | d8 білий слон · e8 чорний кінь · f8 білий король · g8 білий слон · d6 чорна тура · e6 білий пішак · d5 чорний пішак · e5 білий кінь · f5 чорний король · g5 білий кінь · a4 чорний ферзь · f4 білий пішак · d3 білий пішак · e3 чорний кінь · g3 білий ферзь · f2 біла тура · h1 чорна тура | d8 білий слон · e8 чорний кінь · f8 білий король · g8 білий слон · d6 чорна тура · e6 білий пішак · d5 чорний пішак · e5 білий кінь · f5 чорний король · g5 білий кінь · a4 чорний ферзь · f4 білий пішак · d3 білий пішак · e3 чорний кінь · g3 білий ферзь · f2 біла тура · h1 чорна тура | 1 |
|   | a | b | c | d | e | f | g | h |   |

FEN: 3BnKB1/8/3rP3/3pNkN1/q4P2/3Pn1Q1/5R2/7r

1. ... Rg1  2. Bh7#
1. ... Qxf4 2. Qxf4#
1. ... Rxe6 2. Bxe6#
1. Sg~? ~ 2. Qg5, Qg6#, 1. ... Rg1!
1. Sgf3? ~ 2. Qg5#
1. ... Rg1 2. Sh4#, 1. ... Rh5!
1. Sgf7! ~ 2. Qg6#
1. ... Rg1  2. Sh6#,   1. ... Sg4 2. Qxg4#
1. ... Rxe6 2. Qg5#,   1. ... Sf6   2. Sxd6#
В першому хибному сліді виникло дві загрози, але це не веде до мети. Пройшло розщеплення подвійної загрози першого хибного ходу на одинарні загрози в наступних фазах. Тема виражена зі зміною матів.

### Повна форма
Повна форма теми проходить за участі одних і тих же тематичних ходів білих на тлі теми ле Гранд або псевдо-ле Гранд.
Вираження теми в повній формі проходить за таким алгоритмом:
1. ?   ~  2. A, B #
1. ?   ~  2. A #, 1. ... a (x) 2. B #, 1. ... z!
1. !(?) ~ 2. B #, 1. ... a (y) 2. A #
|   | a | b | c | d | e | f | g | h |   |
| 8 | h8 білий король · h6 білий кінь · h5 білий ферзь · a4 біла тура · d4 чорний кінь · e4 білий пішак · f4 чорний король · g4 білий слон · c2 чорний кінь · d2 білий кінь · f2 білий пішак · e1 чорна тура · f1 чорний слон · g1 чорна тура | h8 білий король · h6 білий кінь · h5 білий ферзь · a4 біла тура · d4 чорний кінь · e4 білий пішак · f4 чорний король · g4 білий слон · c2 чорний кінь · d2 білий кінь · f2 білий пішак · e1 чорна тура · f1 чорний слон · g1 чорна тура | h8 білий король · h6 білий кінь · h5 білий ферзь · a4 біла тура · d4 чорний кінь · e4 білий пішак · f4 чорний король · g4 білий слон · c2 чорний кінь · d2 білий кінь · f2 білий пішак · e1 чорна тура · f1 чорний слон · g1 чорна тура | h8 білий король · h6 білий кінь · h5 білий ферзь · a4 біла тура · d4 чорний кінь · e4 білий пішак · f4 чорний король · g4 білий слон · c2 чорний кінь · d2 білий кінь · f2 білий пішак · e1 чорна тура · f1 чорний слон · g1 чорна тура | h8 білий король · h6 білий кінь · h5 білий ферзь · a4 біла тура · d4 чорний кінь · e4 білий пішак · f4 чорний король · g4 білий слон · c2 чорний кінь · d2 білий кінь · f2 білий пішак · e1 чорна тура · f1 чорний слон · g1 чорна тура | h8 білий король · h6 білий кінь · h5 білий ферзь · a4 біла тура · d4 чорний кінь · e4 білий пішак · f4 чорний король · g4 білий слон · c2 чорний кінь · d2 білий кінь · f2 білий пішак · e1 чорна тура · f1 чорний слон · g1 чорна тура | h8 білий король · h6 білий кінь · h5 білий ферзь · a4 біла тура · d4 чорний кінь · e4 білий пішак · f4 чорний король · g4 білий слон · c2 чорний кінь · d2 білий кінь · f2 білий пішак · e1 чорна тура · f1 чорний слон · g1 чорна тура | h8 білий король · h6 білий кінь · h5 білий ферзь · a4 біла тура · d4 чорний кінь · e4 білий пішак · f4 чорний король · g4 білий слон · c2 чорний кінь · d2 білий кінь · f2 білий пішак · e1 чорна тура · f1 чорний слон · g1 чорна тура | 8 |
| 7 | h8 білий король · h6 білий кінь · h5 білий ферзь · a4 біла тура · d4 чорний кінь · e4 білий пішак · f4 чорний король · g4 білий слон · c2 чорний кінь · d2 білий кінь · f2 білий пішак · e1 чорна тура · f1 чорний слон · g1 чорна тура | h8 білий король · h6 білий кінь · h5 білий ферзь · a4 біла тура · d4 чорний кінь · e4 білий пішак · f4 чорний король · g4 білий слон · c2 чорний кінь · d2 білий кінь · f2 білий пішак · e1 чорна тура · f1 чорний слон · g1 чорна тура | h8 білий король · h6 білий кінь · h5 білий ферзь · a4 біла тура · d4 чорний кінь · e4 білий пішак · f4 чорний король · g4 білий слон · c2 чорний кінь · d2 білий кінь · f2 білий пішак · e1 чорна тура · f1 чорний слон · g1 чорна тура | h8 білий король · h6 білий кінь · h5 білий ферзь · a4 біла тура · d4 чорний кінь · e4 білий пішак · f4 чорний король · g4 білий слон · c2 чорний кінь · d2 білий кінь · f2 білий пішак · e1 чорна тура · f1 чорний слон · g1 чорна тура | h8 білий король · h6 білий кінь · h5 білий ферзь · a4 біла тура · d4 чорний кінь · e4 білий пішак · f4 чорний король · g4 білий слон · c2 чорний кінь · d2 білий кінь · f2 білий пішак · e1 чорна тура · f1 чорний слон · g1 чорна тура | h8 білий король · h6 білий кінь · h5 білий ферзь · a4 біла тура · d4 чорний кінь · e4 білий пішак · f4 чорний король · g4 білий слон · c2 чорний кінь · d2 білий кінь · f2 білий пішак · e1 чорна тура · f1 чорний слон · g1 чорна тура | h8 білий король · h6 білий кінь · h5 білий ферзь · a4 біла тура · d4 чорний кінь · e4 білий пішак · f4 чорний король · g4 білий слон · c2 чорний кінь · d2 білий кінь · f2 білий пішак · e1 чорна тура · f1 чорний слон · g1 чорна тура | h8 білий король · h6 білий кінь · h5 білий ферзь · a4 біла тура · d4 чорний кінь · e4 білий пішак · f4 чорний король · g4 білий слон · c2 чорний кінь · d2 білий кінь · f2 білий пішак · e1 чорна тура · f1 чорний слон · g1 чорна тура | 7 |
| 6 | h8 білий король · h6 білий кінь · h5 білий ферзь · a4 біла тура · d4 чорний кінь · e4 білий пішак · f4 чорний король · g4 білий слон · c2 чорний кінь · d2 білий кінь · f2 білий пішак · e1 чорна тура · f1 чорний слон · g1 чорна тура | h8 білий король · h6 білий кінь · h5 білий ферзь · a4 біла тура · d4 чорний кінь · e4 білий пішак · f4 чорний король · g4 білий слон · c2 чорний кінь · d2 білий кінь · f2 білий пішак · e1 чорна тура · f1 чорний слон · g1 чорна тура | h8 білий король · h6 білий кінь · h5 білий ферзь · a4 біла тура · d4 чорний кінь · e4 білий пішак · f4 чорний король · g4 білий слон · c2 чорний кінь · d2 білий кінь · f2 білий пішак · e1 чорна тура · f1 чорний слон · g1 чорна тура | h8 білий король · h6 білий кінь · h5 білий ферзь · a4 біла тура · d4 чорний кінь · e4 білий пішак · f4 чорний король · g4 білий слон · c2 чорний кінь · d2 білий кінь · f2 білий пішак · e1 чорна тура · f1 чорний слон · g1 чорна тура | h8 білий король · h6 білий кінь · h5 білий ферзь · a4 біла тура · d4 чорний кінь · e4 білий пішак · f4 чорний король · g4 білий слон · c2 чорний кінь · d2 білий кінь · f2 білий пішак · e1 чорна тура · f1 чорний слон · g1 чорна тура | h8 білий король · h6 білий кінь · h5 білий ферзь · a4 біла тура · d4 чорний кінь · e4 білий пішак · f4 чорний король · g4 білий слон · c2 чорний кінь · d2 білий кінь · f2 білий пішак · e1 чорна тура · f1 чорний слон · g1 чорна тура | h8 білий король · h6 білий кінь · h5 білий ферзь · a4 біла тура · d4 чорний кінь · e4 білий пішак · f4 чорний король · g4 білий слон · c2 чорний кінь · d2 білий кінь · f2 білий пішак · e1 чорна тура · f1 чорний слон · g1 чорна тура | h8 білий король · h6 білий кінь · h5 білий ферзь · a4 біла тура · d4 чорний кінь · e4 білий пішак · f4 чорний король · g4 білий слон · c2 чорний кінь · d2 білий кінь · f2 білий пішак · e1 чорна тура · f1 чорний слон · g1 чорна тура | 6 |
| 5 | h8 білий король · h6 білий кінь · h5 білий ферзь · a4 біла тура · d4 чорний кінь · e4 білий пішак · f4 чорний король · g4 білий слон · c2 чорний кінь · d2 білий кінь · f2 білий пішак · e1 чорна тура · f1 чорний слон · g1 чорна тура | h8 білий король · h6 білий кінь · h5 білий ферзь · a4 біла тура · d4 чорний кінь · e4 білий пішак · f4 чорний король · g4 білий слон · c2 чорний кінь · d2 білий кінь · f2 білий пішак · e1 чорна тура · f1 чорний слон · g1 чорна тура | h8 білий король · h6 білий кінь · h5 білий ферзь · a4 біла тура · d4 чорний кінь · e4 білий пішак · f4 чорний король · g4 білий слон · c2 чорний кінь · d2 білий кінь · f2 білий пішак · e1 чорна тура · f1 чорний слон · g1 чорна тура | h8 білий король · h6 білий кінь · h5 білий ферзь · a4 біла тура · d4 чорний кінь · e4 білий пішак · f4 чорний король · g4 білий слон · c2 чорний кінь · d2 білий кінь · f2 білий пішак · e1 чорна тура · f1 чорний слон · g1 чорна тура | h8 білий король · h6 білий кінь · h5 білий ферзь · a4 біла тура · d4 чорний кінь · e4 білий пішак · f4 чорний король · g4 білий слон · c2 чорний кінь · d2 білий кінь · f2 білий пішак · e1 чорна тура · f1 чорний слон · g1 чорна тура | h8 білий король · h6 білий кінь · h5 білий ферзь · a4 біла тура · d4 чорний кінь · e4 білий пішак · f4 чорний король · g4 білий слон · c2 чорний кінь · d2 білий кінь · f2 білий пішак · e1 чорна тура · f1 чорний слон · g1 чорна тура | h8 білий король · h6 білий кінь · h5 білий ферзь · a4 біла тура · d4 чорний кінь · e4 білий пішак · f4 чорний король · g4 білий слон · c2 чорний кінь · d2 білий кінь · f2 білий пішак · e1 чорна тура · f1 чорний слон · g1 чорна тура | h8 білий король · h6 білий кінь · h5 білий ферзь · a4 біла тура · d4 чорний кінь · e4 білий пішак · f4 чорний король · g4 білий слон · c2 чорний кінь · d2 білий кінь · f2 білий пішак · e1 чорна тура · f1 чорний слон · g1 чорна тура | 5 |
| 4 | h8 білий король · h6 білий кінь · h5 білий ферзь · a4 біла тура · d4 чорний кінь · e4 білий пішак · f4 чорний король · g4 білий слон · c2 чорний кінь · d2 білий кінь · f2 білий пішак · e1 чорна тура · f1 чорний слон · g1 чорна тура | h8 білий король · h6 білий кінь · h5 білий ферзь · a4 біла тура · d4 чорний кінь · e4 білий пішак · f4 чорний король · g4 білий слон · c2 чорний кінь · d2 білий кінь · f2 білий пішак · e1 чорна тура · f1 чорний слон · g1 чорна тура | h8 білий король · h6 білий кінь · h5 білий ферзь · a4 біла тура · d4 чорний кінь · e4 білий пішак · f4 чорний король · g4 білий слон · c2 чорний кінь · d2 білий кінь · f2 білий пішак · e1 чорна тура · f1 чорний слон · g1 чорна тура | h8 білий король · h6 білий кінь · h5 білий ферзь · a4 біла тура · d4 чорний кінь · e4 білий пішак · f4 чорний король · g4 білий слон · c2 чорний кінь · d2 білий кінь · f2 білий пішак · e1 чорна тура · f1 чорний слон · g1 чорна тура | h8 білий король · h6 білий кінь · h5 білий ферзь · a4 біла тура · d4 чорний кінь · e4 білий пішак · f4 чорний король · g4 білий слон · c2 чорний кінь · d2 білий кінь · f2 білий пішак · e1 чорна тура · f1 чорний слон · g1 чорна тура | h8 білий король · h6 білий кінь · h5 білий ферзь · a4 біла тура · d4 чорний кінь · e4 білий пішак · f4 чорний король · g4 білий слон · c2 чорний кінь · d2 білий кінь · f2 білий пішак · e1 чорна тура · f1 чорний слон · g1 чорна тура | h8 білий король · h6 білий кінь · h5 білий ферзь · a4 біла тура · d4 чорний кінь · e4 білий пішак · f4 чорний король · g4 білий слон · c2 чорний кінь · d2 білий кінь · f2 білий пішак · e1 чорна тура · f1 чорний слон · g1 чорна тура | h8 білий король · h6 білий кінь · h5 білий ферзь · a4 біла тура · d4 чорний кінь · e4 білий пішак · f4 чорний король · g4 білий слон · c2 чорний кінь · d2 білий кінь · f2 білий пішак · e1 чорна тура · f1 чорний слон · g1 чорна тура | 4 |
| 3 | h8 білий король · h6 білий кінь · h5 білий ферзь · a4 біла тура · d4 чорний кінь · e4 білий пішак · f4 чорний король · g4 білий слон · c2 чорний кінь · d2 білий кінь · f2 білий пішак · e1 чорна тура · f1 чорний слон · g1 чорна тура | h8 білий король · h6 білий кінь · h5 білий ферзь · a4 біла тура · d4 чорний кінь · e4 білий пішак · f4 чорний король · g4 білий слон · c2 чорний кінь · d2 білий кінь · f2 білий пішак · e1 чорна тура · f1 чорний слон · g1 чорна тура | h8 білий король · h6 білий кінь · h5 білий ферзь · a4 біла тура · d4 чорний кінь · e4 білий пішак · f4 чорний король · g4 білий слон · c2 чорний кінь · d2 білий кінь · f2 білий пішак · e1 чорна тура · f1 чорний слон · g1 чорна тура | h8 білий король · h6 білий кінь · h5 білий ферзь · a4 біла тура · d4 чорний кінь · e4 білий пішак · f4 чорний король · g4 білий слон · c2 чорний кінь · d2 білий кінь · f2 білий пішак · e1 чорна тура · f1 чорний слон · g1 чорна тура | h8 білий король · h6 білий кінь · h5 білий ферзь · a4 біла тура · d4 чорний кінь · e4 білий пішак · f4 чорний король · g4 білий слон · c2 чорний кінь · d2 білий кінь · f2 білий пішак · e1 чорна тура · f1 чорний слон · g1 чорна тура | h8 білий король · h6 білий кінь · h5 білий ферзь · a4 біла тура · d4 чорний кінь · e4 білий пішак · f4 чорний король · g4 білий слон · c2 чорний кінь · d2 білий кінь · f2 білий пішак · e1 чорна тура · f1 чорний слон · g1 чорна тура | h8 білий король · h6 білий кінь · h5 білий ферзь · a4 біла тура · d4 чорний кінь · e4 білий пішак · f4 чорний король · g4 білий слон · c2 чорний кінь · d2 білий кінь · f2 білий пішак · e1 чорна тура · f1 чорний слон · g1 чорна тура | h8 білий король · h6 білий кінь · h5 білий ферзь · a4 біла тура · d4 чорний кінь · e4 білий пішак · f4 чорний король · g4 білий слон · c2 чорний кінь · d2 білий кінь · f2 білий пішак · e1 чорна тура · f1 чорний слон · g1 чорна тура | 3 |
| 2 | h8 білий король · h6 білий кінь · h5 білий ферзь · a4 біла тура · d4 чорний кінь · e4 білий пішак · f4 чорний король · g4 білий слон · c2 чорний кінь · d2 білий кінь · f2 білий пішак · e1 чорна тура · f1 чорний слон · g1 чорна тура | h8 білий король · h6 білий кінь · h5 білий ферзь · a4 біла тура · d4 чорний кінь · e4 білий пішак · f4 чорний король · g4 білий слон · c2 чорний кінь · d2 білий кінь · f2 білий пішак · e1 чорна тура · f1 чорний слон · g1 чорна тура | h8 білий король · h6 білий кінь · h5 білий ферзь · a4 біла тура · d4 чорний кінь · e4 білий пішак · f4 чорний король · g4 білий слон · c2 чорний кінь · d2 білий кінь · f2 білий пішак · e1 чорна тура · f1 чорний слон · g1 чорна тура | h8 білий король · h6 білий кінь · h5 білий ферзь · a4 біла тура · d4 чорний кінь · e4 білий пішак · f4 чорний король · g4 білий слон · c2 чорний кінь · d2 білий кінь · f2 білий пішак · e1 чорна тура · f1 чорний слон · g1 чорна тура | h8 білий король · h6 білий кінь · h5 білий ферзь · a4 біла тура · d4 чорний кінь · e4 білий пішак · f4 чорний король · g4 білий слон · c2 чорний кінь · d2 білий кінь · f2 білий пішак · e1 чорна тура · f1 чорний слон · g1 чорна тура | h8 білий король · h6 білий кінь · h5 білий ферзь · a4 біла тура · d4 чорний кінь · e4 білий пішак · f4 чорний король · g4 білий слон · c2 чорний кінь · d2 білий кінь · f2 білий пішак · e1 чорна тура · f1 чорний слон · g1 чорна тура | h8 білий король · h6 білий кінь · h5 білий ферзь · a4 біла тура · d4 чорний кінь · e4 білий пішак · f4 чорний король · g4 білий слон · c2 чорний кінь · d2 білий кінь · f2 білий пішак · e1 чорна тура · f1 чорний слон · g1 чорна тура | h8 білий король · h6 білий кінь · h5 білий ферзь · a4 біла тура · d4 чорний кінь · e4 білий пішак · f4 чорний король · g4 білий слон · c2 чорний кінь · d2 білий кінь · f2 білий пішак · e1 чорна тура · f1 чорний слон · g1 чорна тура | 2 |
| 1 | h8 білий король · h6 білий кінь · h5 білий ферзь · a4 біла тура · d4 чорний кінь · e4 білий пішак · f4 чорний король · g4 білий слон · c2 чорний кінь · d2 білий кінь · f2 білий пішак · e1 чорна тура · f1 чорний слон · g1 чорна тура | h8 білий король · h6 білий кінь · h5 білий ферзь · a4 біла тура · d4 чорний кінь · e4 білий пішак · f4 чорний король · g4 білий слон · c2 чорний кінь · d2 білий кінь · f2 білий пішак · e1 чорна тура · f1 чорний слон · g1 чорна тура | h8 білий король · h6 білий кінь · h5 білий ферзь · a4 біла тура · d4 чорний кінь · e4 білий пішак · f4 чорний король · g4 білий слон · c2 чорний кінь · d2 білий кінь · f2 білий пішак · e1 чорна тура · f1 чорний слон · g1 чорна тура | h8 білий король · h6 білий кінь · h5 білий ферзь · a4 біла тура · d4 чорний кінь · e4 білий пішак · f4 чорний король · g4 білий слон · c2 чорний кінь · d2 білий кінь · f2 білий пішак · e1 чорна тура · f1 чорний слон · g1 чорна тура | h8 білий король · h6 білий кінь · h5 білий ферзь · a4 біла тура · d4 чорний кінь · e4 білий пішак · f4 чорний король · g4 білий слон · c2 чорний кінь · d2 білий кінь · f2 білий пішак · e1 чорна тура · f1 чорний слон · g1 чорна тура | h8 білий король · h6 білий кінь · h5 білий ферзь · a4 біла тура · d4 чорний кінь · e4 білий пішак · f4 чорний король · g4 білий слон · c2 чорний кінь · d2 білий кінь · f2 білий пішак · e1 чорна тура · f1 чорний слон · g1 чорна тура | h8 білий король · h6 білий кінь · h5 білий ферзь · a4 біла тура · d4 чорний кінь · e4 білий пішак · f4 чорний король · g4 білий слон · c2 чорний кінь · d2 білий кінь · f2 білий пішак · e1 чорна тура · f1 чорний слон · g1 чорна тура | h8 білий король · h6 білий кінь · h5 білий ферзь · a4 біла тура · d4 чорний кінь · e4 білий пішак · f4 чорний король · g4 білий слон · c2 чорний кінь · d2 білий кінь · f2 білий пішак · e1 чорна тура · f1 чорний слон · g1 чорна тура | 1 |
|   | a | b | c | d | e | f | g | h |   |

FEN: 7K/8/7N/7Q/R2nPkB1/8/2nN1P2/4rbr1
1. Ra5? ~ 2. Qg5, Qe5#, 1. Bb5!
1. Sf7? ~ 2. Qg5#
1. ... Rg4 2. Qe5#, 1. ... Rh1!
1. Sf3! ~ 2. Qe5#
1. ... Re4 2. Qg5#
- — - — - — -
1. ... Rg4 2. Qg4#
1. ... Ke4 2. Qf5 #
Проста форма теми Барнса на тлі  теми псевдо-ле Гранд — пройшла повна форма теми Барнса.

## Синтез з іншими темами
Тема Барнса може бути виражена в синтезі з іншими темами, що значно збагачує зміст задачі.
|   | a | b | c | d | e | f | g | h |   |
| 8 | h8 білий король · b7 чорний кінь · f7 білий пішак · g7 білий ферзь · h6 чорний пішак · e5 білий кінь · f5 білий кінь · c4 білий пішак · e4 чорний король · d3 чорний пішак · e3 білий пішак · f3 чорний пішак · h3 білий слон · c2 чорний пішак · d2 чорний пішак · e2 чорний пішак · f2 чорний слон · e1 чорний ферзь · f1 біла тура · h1 чорний слон | h8 білий король · b7 чорний кінь · f7 білий пішак · g7 білий ферзь · h6 чорний пішак · e5 білий кінь · f5 білий кінь · c4 білий пішак · e4 чорний король · d3 чорний пішак · e3 білий пішак · f3 чорний пішак · h3 білий слон · c2 чорний пішак · d2 чорний пішак · e2 чорний пішак · f2 чорний слон · e1 чорний ферзь · f1 біла тура · h1 чорний слон | h8 білий король · b7 чорний кінь · f7 білий пішак · g7 білий ферзь · h6 чорний пішак · e5 білий кінь · f5 білий кінь · c4 білий пішак · e4 чорний король · d3 чорний пішак · e3 білий пішак · f3 чорний пішак · h3 білий слон · c2 чорний пішак · d2 чорний пішак · e2 чорний пішак · f2 чорний слон · e1 чорний ферзь · f1 біла тура · h1 чорний слон | h8 білий король · b7 чорний кінь · f7 білий пішак · g7 білий ферзь · h6 чорний пішак · e5 білий кінь · f5 білий кінь · c4 білий пішак · e4 чорний король · d3 чорний пішак · e3 білий пішак · f3 чорний пішак · h3 білий слон · c2 чорний пішак · d2 чорний пішак · e2 чорний пішак · f2 чорний слон · e1 чорний ферзь · f1 біла тура · h1 чорний слон | h8 білий король · b7 чорний кінь · f7 білий пішак · g7 білий ферзь · h6 чорний пішак · e5 білий кінь · f5 білий кінь · c4 білий пішак · e4 чорний король · d3 чорний пішак · e3 білий пішак · f3 чорний пішак · h3 білий слон · c2 чорний пішак · d2 чорний пішак · e2 чорний пішак · f2 чорний слон · e1 чорний ферзь · f1 біла тура · h1 чорний слон | h8 білий король · b7 чорний кінь · f7 білий пішак · g7 білий ферзь · h6 чорний пішак · e5 білий кінь · f5 білий кінь · c4 білий пішак · e4 чорний король · d3 чорний пішак · e3 білий пішак · f3 чорний пішак · h3 білий слон · c2 чорний пішак · d2 чорний пішак · e2 чорний пішак · f2 чорний слон · e1 чорний ферзь · f1 біла тура · h1 чорний слон | h8 білий король · b7 чорний кінь · f7 білий пішак · g7 білий ферзь · h6 чорний пішак · e5 білий кінь · f5 білий кінь · c4 білий пішак · e4 чорний король · d3 чорний пішак · e3 білий пішак · f3 чорний пішак · h3 білий слон · c2 чорний пішак · d2 чорний пішак · e2 чорний пішак · f2 чорний слон · e1 чорний ферзь · f1 біла тура · h1 чорний слон | h8 білий король · b7 чорний кінь · f7 білий пішак · g7 білий ферзь · h6 чорний пішак · e5 білий кінь · f5 білий кінь · c4 білий пішак · e4 чорний король · d3 чорний пішак · e3 білий пішак · f3 чорний пішак · h3 білий слон · c2 чорний пішак · d2 чорний пішак · e2 чорний пішак · f2 чорний слон · e1 чорний ферзь · f1 біла тура · h1 чорний слон | 8 |
| 7 | h8 білий король · b7 чорний кінь · f7 білий пішак · g7 білий ферзь · h6 чорний пішак · e5 білий кінь · f5 білий кінь · c4 білий пішак · e4 чорний король · d3 чорний пішак · e3 білий пішак · f3 чорний пішак · h3 білий слон · c2 чорний пішак · d2 чорний пішак · e2 чорний пішак · f2 чорний слон · e1 чорний ферзь · f1 біла тура · h1 чорний слон | h8 білий король · b7 чорний кінь · f7 білий пішак · g7 білий ферзь · h6 чорний пішак · e5 білий кінь · f5 білий кінь · c4 білий пішак · e4 чорний король · d3 чорний пішак · e3 білий пішак · f3 чорний пішак · h3 білий слон · c2 чорний пішак · d2 чорний пішак · e2 чорний пішак · f2 чорний слон · e1 чорний ферзь · f1 біла тура · h1 чорний слон | h8 білий король · b7 чорний кінь · f7 білий пішак · g7 білий ферзь · h6 чорний пішак · e5 білий кінь · f5 білий кінь · c4 білий пішак · e4 чорний король · d3 чорний пішак · e3 білий пішак · f3 чорний пішак · h3 білий слон · c2 чорний пішак · d2 чорний пішак · e2 чорний пішак · f2 чорний слон · e1 чорний ферзь · f1 біла тура · h1 чорний слон | h8 білий король · b7 чорний кінь · f7 білий пішак · g7 білий ферзь · h6 чорний пішак · e5 білий кінь · f5 білий кінь · c4 білий пішак · e4 чорний король · d3 чорний пішак · e3 білий пішак · f3 чорний пішак · h3 білий слон · c2 чорний пішак · d2 чорний пішак · e2 чорний пішак · f2 чорний слон · e1 чорний ферзь · f1 біла тура · h1 чорний слон | h8 білий король · b7 чорний кінь · f7 білий пішак · g7 білий ферзь · h6 чорний пішак · e5 білий кінь · f5 білий кінь · c4 білий пішак · e4 чорний король · d3 чорний пішак · e3 білий пішак · f3 чорний пішак · h3 білий слон · c2 чорний пішак · d2 чорний пішак · e2 чорний пішак · f2 чорний слон · e1 чорний ферзь · f1 біла тура · h1 чорний слон | h8 білий король · b7 чорний кінь · f7 білий пішак · g7 білий ферзь · h6 чорний пішак · e5 білий кінь · f5 білий кінь · c4 білий пішак · e4 чорний король · d3 чорний пішак · e3 білий пішак · f3 чорний пішак · h3 білий слон · c2 чорний пішак · d2 чорний пішак · e2 чорний пішак · f2 чорний слон · e1 чорний ферзь · f1 біла тура · h1 чорний слон | h8 білий король · b7 чорний кінь · f7 білий пішак · g7 білий ферзь · h6 чорний пішак · e5 білий кінь · f5 білий кінь · c4 білий пішак · e4 чорний король · d3 чорний пішак · e3 білий пішак · f3 чорний пішак · h3 білий слон · c2 чорний пішак · d2 чорний пішак · e2 чорний пішак · f2 чорний слон · e1 чорний ферзь · f1 біла тура · h1 чорний слон | h8 білий король · b7 чорний кінь · f7 білий пішак · g7 білий ферзь · h6 чорний пішак · e5 білий кінь · f5 білий кінь · c4 білий пішак · e4 чорний король · d3 чорний пішак · e3 білий пішак · f3 чорний пішак · h3 білий слон · c2 чорний пішак · d2 чорний пішак · e2 чорний пішак · f2 чорний слон · e1 чорний ферзь · f1 біла тура · h1 чорний слон | 7 |
| 6 | h8 білий король · b7 чорний кінь · f7 білий пішак · g7 білий ферзь · h6 чорний пішак · e5 білий кінь · f5 білий кінь · c4 білий пішак · e4 чорний король · d3 чорний пішак · e3 білий пішак · f3 чорний пішак · h3 білий слон · c2 чорний пішак · d2 чорний пішак · e2 чорний пішак · f2 чорний слон · e1 чорний ферзь · f1 біла тура · h1 чорний слон | h8 білий король · b7 чорний кінь · f7 білий пішак · g7 білий ферзь · h6 чорний пішак · e5 білий кінь · f5 білий кінь · c4 білий пішак · e4 чорний король · d3 чорний пішак · e3 білий пішак · f3 чорний пішак · h3 білий слон · c2 чорний пішак · d2 чорний пішак · e2 чорний пішак · f2 чорний слон · e1 чорний ферзь · f1 біла тура · h1 чорний слон | h8 білий король · b7 чорний кінь · f7 білий пішак · g7 білий ферзь · h6 чорний пішак · e5 білий кінь · f5 білий кінь · c4 білий пішак · e4 чорний король · d3 чорний пішак · e3 білий пішак · f3 чорний пішак · h3 білий слон · c2 чорний пішак · d2 чорний пішак · e2 чорний пішак · f2 чорний слон · e1 чорний ферзь · f1 біла тура · h1 чорний слон | h8 білий король · b7 чорний кінь · f7 білий пішак · g7 білий ферзь · h6 чорний пішак · e5 білий кінь · f5 білий кінь · c4 білий пішак · e4 чорний король · d3 чорний пішак · e3 білий пішак · f3 чорний пішак · h3 білий слон · c2 чорний пішак · d2 чорний пішак · e2 чорний пішак · f2 чорний слон · e1 чорний ферзь · f1 біла тура · h1 чорний слон | h8 білий король · b7 чорний кінь · f7 білий пішак · g7 білий ферзь · h6 чорний пішак · e5 білий кінь · f5 білий кінь · c4 білий пішак · e4 чорний король · d3 чорний пішак · e3 білий пішак · f3 чорний пішак · h3 білий слон · c2 чорний пішак · d2 чорний пішак · e2 чорний пішак · f2 чорний слон · e1 чорний ферзь · f1 біла тура · h1 чорний слон | h8 білий король · b7 чорний кінь · f7 білий пішак · g7 білий ферзь · h6 чорний пішак · e5 білий кінь · f5 білий кінь · c4 білий пішак · e4 чорний король · d3 чорний пішак · e3 білий пішак · f3 чорний пішак · h3 білий слон · c2 чорний пішак · d2 чорний пішак · e2 чорний пішак · f2 чорний слон · e1 чорний ферзь · f1 біла тура · h1 чорний слон | h8 білий король · b7 чорний кінь · f7 білий пішак · g7 білий ферзь · h6 чорний пішак · e5 білий кінь · f5 білий кінь · c4 білий пішак · e4 чорний король · d3 чорний пішак · e3 білий пішак · f3 чорний пішак · h3 білий слон · c2 чорний пішак · d2 чорний пішак · e2 чорний пішак · f2 чорний слон · e1 чорний ферзь · f1 біла тура · h1 чорний слон | h8 білий король · b7 чорний кінь · f7 білий пішак · g7 білий ферзь · h6 чорний пішак · e5 білий кінь · f5 білий кінь · c4 білий пішак · e4 чорний король · d3 чорний пішак · e3 білий пішак · f3 чорний пішак · h3 білий слон · c2 чорний пішак · d2 чорний пішак · e2 чорний пішак · f2 чорний слон · e1 чорний ферзь · f1 біла тура · h1 чорний слон | 6 |
| 5 | h8 білий король · b7 чорний кінь · f7 білий пішак · g7 білий ферзь · h6 чорний пішак · e5 білий кінь · f5 білий кінь · c4 білий пішак · e4 чорний король · d3 чорний пішак · e3 білий пішак · f3 чорний пішак · h3 білий слон · c2 чорний пішак · d2 чорний пішак · e2 чорний пішак · f2 чорний слон · e1 чорний ферзь · f1 біла тура · h1 чорний слон | h8 білий король · b7 чорний кінь · f7 білий пішак · g7 білий ферзь · h6 чорний пішак · e5 білий кінь · f5 білий кінь · c4 білий пішак · e4 чорний король · d3 чорний пішак · e3 білий пішак · f3 чорний пішак · h3 білий слон · c2 чорний пішак · d2 чорний пішак · e2 чорний пішак · f2 чорний слон · e1 чорний ферзь · f1 біла тура · h1 чорний слон | h8 білий король · b7 чорний кінь · f7 білий пішак · g7 білий ферзь · h6 чорний пішак · e5 білий кінь · f5 білий кінь · c4 білий пішак · e4 чорний король · d3 чорний пішак · e3 білий пішак · f3 чорний пішак · h3 білий слон · c2 чорний пішак · d2 чорний пішак · e2 чорний пішак · f2 чорний слон · e1 чорний ферзь · f1 біла тура · h1 чорний слон | h8 білий король · b7 чорний кінь · f7 білий пішак · g7 білий ферзь · h6 чорний пішак · e5 білий кінь · f5 білий кінь · c4 білий пішак · e4 чорний король · d3 чорний пішак · e3 білий пішак · f3 чорний пішак · h3 білий слон · c2 чорний пішак · d2 чорний пішак · e2 чорний пішак · f2 чорний слон · e1 чорний ферзь · f1 біла тура · h1 чорний слон | h8 білий король · b7 чорний кінь · f7 білий пішак · g7 білий ферзь · h6 чорний пішак · e5 білий кінь · f5 білий кінь · c4 білий пішак · e4 чорний король · d3 чорний пішак · e3 білий пішак · f3 чорний пішак · h3 білий слон · c2 чорний пішак · d2 чорний пішак · e2 чорний пішак · f2 чорний слон · e1 чорний ферзь · f1 біла тура · h1 чорний слон | h8 білий король · b7 чорний кінь · f7 білий пішак · g7 білий ферзь · h6 чорний пішак · e5 білий кінь · f5 білий кінь · c4 білий пішак · e4 чорний король · d3 чорний пішак · e3 білий пішак · f3 чорний пішак · h3 білий слон · c2 чорний пішак · d2 чорний пішак · e2 чорний пішак · f2 чорний слон · e1 чорний ферзь · f1 біла тура · h1 чорний слон | h8 білий король · b7 чорний кінь · f7 білий пішак · g7 білий ферзь · h6 чорний пішак · e5 білий кінь · f5 білий кінь · c4 білий пішак · e4 чорний король · d3 чорний пішак · e3 білий пішак · f3 чорний пішак · h3 білий слон · c2 чорний пішак · d2 чорний пішак · e2 чорний пішак · f2 чорний слон · e1 чорний ферзь · f1 біла тура · h1 чорний слон | h8 білий король · b7 чорний кінь · f7 білий пішак · g7 білий ферзь · h6 чорний пішак · e5 білий кінь · f5 білий кінь · c4 білий пішак · e4 чорний король · d3 чорний пішак · e3 білий пішак · f3 чорний пішак · h3 білий слон · c2 чорний пішак · d2 чорний пішак · e2 чорний пішак · f2 чорний слон · e1 чорний ферзь · f1 біла тура · h1 чорний слон | 5 |
| 4 | h8 білий король · b7 чорний кінь · f7 білий пішак · g7 білий ферзь · h6 чорний пішак · e5 білий кінь · f5 білий кінь · c4 білий пішак · e4 чорний король · d3 чорний пішак · e3 білий пішак · f3 чорний пішак · h3 білий слон · c2 чорний пішак · d2 чорний пішак · e2 чорний пішак · f2 чорний слон · e1 чорний ферзь · f1 біла тура · h1 чорний слон | h8 білий король · b7 чорний кінь · f7 білий пішак · g7 білий ферзь · h6 чорний пішак · e5 білий кінь · f5 білий кінь · c4 білий пішак · e4 чорний король · d3 чорний пішак · e3 білий пішак · f3 чорний пішак · h3 білий слон · c2 чорний пішак · d2 чорний пішак · e2 чорний пішак · f2 чорний слон · e1 чорний ферзь · f1 біла тура · h1 чорний слон | h8 білий король · b7 чорний кінь · f7 білий пішак · g7 білий ферзь · h6 чорний пішак · e5 білий кінь · f5 білий кінь · c4 білий пішак · e4 чорний король · d3 чорний пішак · e3 білий пішак · f3 чорний пішак · h3 білий слон · c2 чорний пішак · d2 чорний пішак · e2 чорний пішак · f2 чорний слон · e1 чорний ферзь · f1 біла тура · h1 чорний слон | h8 білий король · b7 чорний кінь · f7 білий пішак · g7 білий ферзь · h6 чорний пішак · e5 білий кінь · f5 білий кінь · c4 білий пішак · e4 чорний король · d3 чорний пішак · e3 білий пішак · f3 чорний пішак · h3 білий слон · c2 чорний пішак · d2 чорний пішак · e2 чорний пішак · f2 чорний слон · e1 чорний ферзь · f1 біла тура · h1 чорний слон | h8 білий король · b7 чорний кінь · f7 білий пішак · g7 білий ферзь · h6 чорний пішак · e5 білий кінь · f5 білий кінь · c4 білий пішак · e4 чорний король · d3 чорний пішак · e3 білий пішак · f3 чорний пішак · h3 білий слон · c2 чорний пішак · d2 чорний пішак · e2 чорний пішак · f2 чорний слон · e1 чорний ферзь · f1 біла тура · h1 чорний слон | h8 білий король · b7 чорний кінь · f7 білий пішак · g7 білий ферзь · h6 чорний пішак · e5 білий кінь · f5 білий кінь · c4 білий пішак · e4 чорний король · d3 чорний пішак · e3 білий пішак · f3 чорний пішак · h3 білий слон · c2 чорний пішак · d2 чорний пішак · e2 чорний пішак · f2 чорний слон · e1 чорний ферзь · f1 біла тура · h1 чорний слон | h8 білий король · b7 чорний кінь · f7 білий пішак · g7 білий ферзь · h6 чорний пішак · e5 білий кінь · f5 білий кінь · c4 білий пішак · e4 чорний король · d3 чорний пішак · e3 білий пішак · f3 чорний пішак · h3 білий слон · c2 чорний пішак · d2 чорний пішак · e2 чорний пішак · f2 чорний слон · e1 чорний ферзь · f1 біла тура · h1 чорний слон | h8 білий король · b7 чорний кінь · f7 білий пішак · g7 білий ферзь · h6 чорний пішак · e5 білий кінь · f5 білий кінь · c4 білий пішак · e4 чорний король · d3 чорний пішак · e3 білий пішак · f3 чорний пішак · h3 білий слон · c2 чорний пішак · d2 чорний пішак · e2 чорний пішак · f2 чорний слон · e1 чорний ферзь · f1 біла тура · h1 чорний слон | 4 |
| 3 | h8 білий король · b7 чорний кінь · f7 білий пішак · g7 білий ферзь · h6 чорний пішак · e5 білий кінь · f5 білий кінь · c4 білий пішак · e4 чорний король · d3 чорний пішак · e3 білий пішак · f3 чорний пішак · h3 білий слон · c2 чорний пішак · d2 чорний пішак · e2 чорний пішак · f2 чорний слон · e1 чорний ферзь · f1 біла тура · h1 чорний слон | h8 білий король · b7 чорний кінь · f7 білий пішак · g7 білий ферзь · h6 чорний пішак · e5 білий кінь · f5 білий кінь · c4 білий пішак · e4 чорний король · d3 чорний пішак · e3 білий пішак · f3 чорний пішак · h3 білий слон · c2 чорний пішак · d2 чорний пішак · e2 чорний пішак · f2 чорний слон · e1 чорний ферзь · f1 біла тура · h1 чорний слон | h8 білий король · b7 чорний кінь · f7 білий пішак · g7 білий ферзь · h6 чорний пішак · e5 білий кінь · f5 білий кінь · c4 білий пішак · e4 чорний король · d3 чорний пішак · e3 білий пішак · f3 чорний пішак · h3 білий слон · c2 чорний пішак · d2 чорний пішак · e2 чорний пішак · f2 чорний слон · e1 чорний ферзь · f1 біла тура · h1 чорний слон | h8 білий король · b7 чорний кінь · f7 білий пішак · g7 білий ферзь · h6 чорний пішак · e5 білий кінь · f5 білий кінь · c4 білий пішак · e4 чорний король · d3 чорний пішак · e3 білий пішак · f3 чорний пішак · h3 білий слон · c2 чорний пішак · d2 чорний пішак · e2 чорний пішак · f2 чорний слон · e1 чорний ферзь · f1 біла тура · h1 чорний слон | h8 білий король · b7 чорний кінь · f7 білий пішак · g7 білий ферзь · h6 чорний пішак · e5 білий кінь · f5 білий кінь · c4 білий пішак · e4 чорний король · d3 чорний пішак · e3 білий пішак · f3 чорний пішак · h3 білий слон · c2 чорний пішак · d2 чорний пішак · e2 чорний пішак · f2 чорний слон · e1 чорний ферзь · f1 біла тура · h1 чорний слон | h8 білий король · b7 чорний кінь · f7 білий пішак · g7 білий ферзь · h6 чорний пішак · e5 білий кінь · f5 білий кінь · c4 білий пішак · e4 чорний король · d3 чорний пішак · e3 білий пішак · f3 чорний пішак · h3 білий слон · c2 чорний пішак · d2 чорний пішак · e2 чорний пішак · f2 чорний слон · e1 чорний ферзь · f1 біла тура · h1 чорний слон | h8 білий король · b7 чорний кінь · f7 білий пішак · g7 білий ферзь · h6 чорний пішак · e5 білий кінь · f5 білий кінь · c4 білий пішак · e4 чорний король · d3 чорний пішак · e3 білий пішак · f3 чорний пішак · h3 білий слон · c2 чорний пішак · d2 чорний пішак · e2 чорний пішак · f2 чорний слон · e1 чорний ферзь · f1 біла тура · h1 чорний слон | h8 білий король · b7 чорний кінь · f7 білий пішак · g7 білий ферзь · h6 чорний пішак · e5 білий кінь · f5 білий кінь · c4 білий пішак · e4 чорний король · d3 чорний пішак · e3 білий пішак · f3 чорний пішак · h3 білий слон · c2 чорний пішак · d2 чорний пішак · e2 чорний пішак · f2 чорний слон · e1 чорний ферзь · f1 біла тура · h1 чорний слон | 3 |
| 2 | h8 білий король · b7 чорний кінь · f7 білий пішак · g7 білий ферзь · h6 чорний пішак · e5 білий кінь · f5 білий кінь · c4 білий пішак · e4 чорний король · d3 чорний пішак · e3 білий пішак · f3 чорний пішак · h3 білий слон · c2 чорний пішак · d2 чорний пішак · e2 чорний пішак · f2 чорний слон · e1 чорний ферзь · f1 біла тура · h1 чорний слон | h8 білий король · b7 чорний кінь · f7 білий пішак · g7 білий ферзь · h6 чорний пішак · e5 білий кінь · f5 білий кінь · c4 білий пішак · e4 чорний король · d3 чорний пішак · e3 білий пішак · f3 чорний пішак · h3 білий слон · c2 чорний пішак · d2 чорний пішак · e2 чорний пішак · f2 чорний слон · e1 чорний ферзь · f1 біла тура · h1 чорний слон | h8 білий король · b7 чорний кінь · f7 білий пішак · g7 білий ферзь · h6 чорний пішак · e5 білий кінь · f5 білий кінь · c4 білий пішак · e4 чорний король · d3 чорний пішак · e3 білий пішак · f3 чорний пішак · h3 білий слон · c2 чорний пішак · d2 чорний пішак · e2 чорний пішак · f2 чорний слон · e1 чорний ферзь · f1 біла тура · h1 чорний слон | h8 білий король · b7 чорний кінь · f7 білий пішак · g7 білий ферзь · h6 чорний пішак · e5 білий кінь · f5 білий кінь · c4 білий пішак · e4 чорний король · d3 чорний пішак · e3 білий пішак · f3 чорний пішак · h3 білий слон · c2 чорний пішак · d2 чорний пішак · e2 чорний пішак · f2 чорний слон · e1 чорний ферзь · f1 біла тура · h1 чорний слон | h8 білий король · b7 чорний кінь · f7 білий пішак · g7 білий ферзь · h6 чорний пішак · e5 білий кінь · f5 білий кінь · c4 білий пішак · e4 чорний король · d3 чорний пішак · e3 білий пішак · f3 чорний пішак · h3 білий слон · c2 чорний пішак · d2 чорний пішак · e2 чорний пішак · f2 чорний слон · e1 чорний ферзь · f1 біла тура · h1 чорний слон | h8 білий король · b7 чорний кінь · f7 білий пішак · g7 білий ферзь · h6 чорний пішак · e5 білий кінь · f5 білий кінь · c4 білий пішак · e4 чорний король · d3 чорний пішак · e3 білий пішак · f3 чорний пішак · h3 білий слон · c2 чорний пішак · d2 чорний пішак · e2 чорний пішак · f2 чорний слон · e1 чорний ферзь · f1 біла тура · h1 чорний слон | h8 білий король · b7 чорний кінь · f7 білий пішак · g7 білий ферзь · h6 чорний пішак · e5 білий кінь · f5 білий кінь · c4 білий пішак · e4 чорний король · d3 чорний пішак · e3 білий пішак · f3 чорний пішак · h3 білий слон · c2 чорний пішак · d2 чорний пішак · e2 чорний пішак · f2 чорний слон · e1 чорний ферзь · f1 біла тура · h1 чорний слон | h8 білий король · b7 чорний кінь · f7 білий пішак · g7 білий ферзь · h6 чорний пішак · e5 білий кінь · f5 білий кінь · c4 білий пішак · e4 чорний король · d3 чорний пішак · e3 білий пішак · f3 чорний пішак · h3 білий слон · c2 чорний пішак · d2 чорний пішак · e2 чорний пішак · f2 чорний слон · e1 чорний ферзь · f1 біла тура · h1 чорний слон | 2 |
| 1 | h8 білий король · b7 чорний кінь · f7 білий пішак · g7 білий ферзь · h6 чорний пішак · e5 білий кінь · f5 білий кінь · c4 білий пішак · e4 чорний король · d3 чорний пішак · e3 білий пішак · f3 чорний пішак · h3 білий слон · c2 чорний пішак · d2 чорний пішак · e2 чорний пішак · f2 чорний слон · e1 чорний ферзь · f1 біла тура · h1 чорний слон | h8 білий король · b7 чорний кінь · f7 білий пішак · g7 білий ферзь · h6 чорний пішак · e5 білий кінь · f5 білий кінь · c4 білий пішак · e4 чорний король · d3 чорний пішак · e3 білий пішак · f3 чорний пішак · h3 білий слон · c2 чорний пішак · d2 чорний пішак · e2 чорний пішак · f2 чорний слон · e1 чорний ферзь · f1 біла тура · h1 чорний слон | h8 білий король · b7 чорний кінь · f7 білий пішак · g7 білий ферзь · h6 чорний пішак · e5 білий кінь · f5 білий кінь · c4 білий пішак · e4 чорний король · d3 чорний пішак · e3 білий пішак · f3 чорний пішак · h3 білий слон · c2 чорний пішак · d2 чорний пішак · e2 чорний пішак · f2 чорний слон · e1 чорний ферзь · f1 біла тура · h1 чорний слон | h8 білий король · b7 чорний кінь · f7 білий пішак · g7 білий ферзь · h6 чорний пішак · e5 білий кінь · f5 білий кінь · c4 білий пішак · e4 чорний король · d3 чорний пішак · e3 білий пішак · f3 чорний пішак · h3 білий слон · c2 чорний пішак · d2 чорний пішак · e2 чорний пішак · f2 чорний слон · e1 чорний ферзь · f1 біла тура · h1 чорний слон | h8 білий король · b7 чорний кінь · f7 білий пішак · g7 білий ферзь · h6 чорний пішак · e5 білий кінь · f5 білий кінь · c4 білий пішак · e4 чорний король · d3 чорний пішак · e3 білий пішак · f3 чорний пішак · h3 білий слон · c2 чорний пішак · d2 чорний пішак · e2 чорний пішак · f2 чорний слон · e1 чорний ферзь · f1 біла тура · h1 чорний слон | h8 білий король · b7 чорний кінь · f7 білий пішак · g7 білий ферзь · h6 чорний пішак · e5 білий кінь · f5 білий кінь · c4 білий пішак · e4 чорний король · d3 чорний пішак · e3 білий пішак · f3 чорний пішак · h3 білий слон · c2 чорний пішак · d2 чорний пішак · e2 чорний пішак · f2 чорний слон · e1 чорний ферзь · f1 біла тура · h1 чорний слон | h8 білий король · b7 чорний кінь · f7 білий пішак · g7 білий ферзь · h6 чорний пішак · e5 білий кінь · f5 білий кінь · c4 білий пішак · e4 чорний король · d3 чорний пішак · e3 білий пішак · f3 чорний пішак · h3 білий слон · c2 чорний пішак · d2 чорний пішак · e2 чорний пішак · f2 чорний слон · e1 чорний ферзь · f1 біла тура · h1 чорний слон | h8 білий король · b7 чорний кінь · f7 білий пішак · g7 білий ферзь · h6 чорний пішак · e5 білий кінь · f5 білий кінь · c4 білий пішак · e4 чорний король · d3 чорний пішак · e3 білий пішак · f3 чорний пішак · h3 білий слон · c2 чорний пішак · d2 чорний пішак · e2 чорний пішак · f2 чорний слон · e1 чорний ферзь · f1 біла тура · h1 чорний слон | 1 |
|   | a | b | c | d | e | f | g | h |   |

FEN: 7K/1n3PQ1/7p/4NN2/2P1k3/3pPp1B/2pppb2/4qR1b
1. Se~? ~ 2. Qe5, Qd4, Qg4#, 1. ... Qa1!
1. Sg4? ~ 2. Qe5# (A)
1. ... Qa1 2. Sf2#, 1. ... Bg3! (a)
1. Sxd3? ~ 2. Qd4# (B)
1. ... Qa1 2. Sxf2#, 1. ... Bxe3! (b)
1. Sxf3! ~ 2. Qg4#
1. ... Bg3 (a) 2. Qd4# (B)
1. ... Bxe3 (b) 2. Qe5# (A)
- — - — - — -
1. ... Qa1 2. Sxd2#
В цій задачі виражена тема Барнса на три загрози в синтезі з темою Ханнеліуса.